# Special Operations Peculiar Modification
Le programme Special Operations Peculiar Modification, ou SOPMOD, est un programme de l'armée des États-Unis.
Il est destiné à uniformiser les armes et accessoires employés parmi les forces spéciales américaines, les SOF (Forces d'opérations spéciales), notamment les SF (US Army Special Forces) et les SEAL (Sea, Air and Land, commandos de l'US Navy).
Il consiste en un SOPMOD Accessory Kit fourni pour leurs carabines M4A1 comprenant une vaste gamme d'accessoires standardisés idéalement adaptés aux besoins rencontrés dans leurs opérations spéciales.
Ces modifications de la M4A1 ont pour but d'augmenter la létalité et la survivabilité des opérateurs des forces spéciales en améliorant des points particuliers de l'arme comme l'acquisition de la cible, la discrétion du tir ou la puissance de feu. Le programme est financé par le Commandement des opérations spéciales (US SOCOM) et développé par le Naval Surface Warfare Center–Crane (NSWC-Crane, service de l'équipement de la Navy) avant de devenir le programme-phare du SOCOM.
Le programme SOPMOD est divisé en plusieurs tranches, ou « blocks », de modifications et d'industrialisation. La phase dite Block 1 a eu lieu de 1994 à 2004, celle du Block 2 a commencé en 2000 et doit se terminer en 2007. Les Block 3 et 4 étaient également prévus mais ont été annulés, la phase Block 3 aurait dû être développée entre 2005 et 2011.

## SOPMOD Block 1

### Spécifications
Le SOPMOD Block 1 doit améliorer les possibilités des opérateurs des forces spéciales comme suit : 
- acquisition, identification et visée des objectifs de manière active et passive, en conditions diurnes et nocturnes, avec la M4A1, jusqu'à 600 m de distance
- visée limitée (passive et diurne seulement) avec le lance-grenades M203, à des portées pouvant aller jusqu'à 250 m
- réduction des signatures visuelle et sonore, cette dernière de 30 dB (décibels)
- accessoires destinés à améliorer l'ergonomie pour les CQB (Close Quarters Battle, combat en milieux clos, notamment urbain)
- accessoires destinés à améliorer la mobilité

Ce Block 1 se résume à un kit comprenant une M4A1 et une quinzaine d'accessoires pouvant être montés ou démontés sur l'arme selon les besoins de l'utilisateur. Ces accessoires sont pour la plupart des NDI/COTS (Non-Developmental Item / Commercial Off-The-Shelf), c’est-à-dire des objets déjà existants acquis sur étagère et même déjà utilisés de manière non standardisée par certaines SOF. La M4A1 ainsi équipée est appelée M4A1 Modular Rifle System ou Modular Weapon System. 

### Accessoires
Les accessoires sont conditionnés en lots dont chaque exemplaire doit permettre d'équiper quatre carabines. Ces accessoires sont les suivants : 
- Accessoires en quatre exemplaires par lot : 
  - un garde-mains RIS M4 de la firme KAC (Knight's Armament Company), qui comporte pas moins de quatre rails standard MIL-STD-1903 "Picatinny" (standard militaire américain), en positions supérieure, inférieure, latérales gauche et droite, en plus du rail supérieur du boîtier de l'arme, pour monter les accessoires
  - une poignée avant KAC Forward Hand Grip, particulièrement utile lorsque l'arme surchauffe
  - une lunette diurne Trijicon ACOG 4 x 32 version TA 01 NSN pour les tirs jusqu'à 600 m, c’est-à-dire la portée maximale de la M4A1
  - une hausse métallique de secours BIS 1 (Backup Iron Sight), le BUIS (Back Up Iron Sight) de la firme KAC, pour le cas où l'optique est inutilisable
  - une bretelle de combat
- Accessoires en deux exemplaires par lot : 
  - un collimateur Trijicon Reflex version RX01M4A1 (non grossissant) pour les CQB
  - un laser de visée Insight Technologies AN/PEQ-2 ITPIAL (Infrared Target Pointer/Illuminator/Aiming Laser) infrarouge visible avec un intensificateur de lumière
  - une lampe-torche VBL 1 (Visible Bright Light), le Streamlight VLI (Visible Light Illuminator)
  - un silencieux / pare-flammes KAC M4QD
- Accessoires en un exemplaire par lot : 
  - un lance-grenades Colt M203A1 (version raccourcie du M203, avec un canon court de 9" au lieu de 12" pour le M203 classique) avec un montage KAC QD de KAC
  - une hausse de M203 modifiée
  - un laser de visée visible AN/PEQ-5 CVL (Carbine Visible Laser)
  - une valise pour le lot
  - une poignée de transport montée sur rail (identique à celle de la M4A1) intégrant une hausse type A2
- Accessoires en nombre inconnu par lot : 
  - un viseur nocturne AN/PVS-17 MNVS (Mini Night Vision Sight)
  - un support d'optique UPM (Universal Pocketscope Mount) pour l'AN/PVS-17
  - des protections antidérapantes pour les mains pour les rails de fixation d'accessoires
  - des valises de stockage pour 4 ou 16 armes

En pratique les opérateurs des SOF n'hésitent pas à compléter leur lot en empruntant à d'autres unités qui ne sont pas en mission. 
Le kit SOPMOD Block 1 permet donc aux forces spéciales de configurer leur M4A1 avant le combat en fonction la mission à venir, qu'elle se déroule en CQB ou en milieu désertique permettant des tirs à de grandes distances. Quelque 2972 kits étaient commandés par le SOCOM en octobre 1999. Elle a aussi subi une série de tests dans USMC (US Marine Corps) qui l'a trouvée très adaptée en CQB mais qui n'emploi que très rarement la M4A1 en raison du manque de fiabilité de certaines pièces, constatée dans les quelques unités de l'USMC équipées de cette arme (Recon et Force Recon, etc.). Le concept ne se limite pas aux forces spéciales, car les unités conventionnelles des forces américaines en opération en Irak utilisent aussi de nombreux accessoires montés sur leurs M4A1. Le coût de ce kit est également limité, car les accessoires (sauf le AN/PVS-17 MNVD) sont des équipements déjà en vente.

### Le AN/PVS-17 MNVS (Mini Night Vision Sight)
Le AN/PVS-17 MNVS a été développé spécialement à la demande du SOCOM pour le programme SOPMOD. Il a passé les tests opérationnels en 1999. 

### Limites
Cependant, ce kit n'est qu'une série d'accessoires montés sur une arme, les uns comme l'autre n'étant pas nouveaux, ce qui fait que les améliorations sont faibles par rapport à ce dont pouvaient déjà disposer les forces du SOCOM. De plus, le manque de fiabilité du M4A1 n'en fait pas un excellent choix pour une arme devant être standardisée pour toutes les SOF. Enfin, certains accessoires ne sont pas utilisés par les forces spéciales, qui leur préfèrent d'autres. C'est le cas du Reflex, souvent remplacé par l'Aimpoint M-68 CCO ou des EOTech HWS ; c'est aussi le cas des hausses de secours BUIS MAD (Multiple Aperture Device), que la firme GG&G a développée à la demande du NavSpecWarCom et KAC Flip-Up Rear Sight ajustable de 200 à 600 m, utilisé par l'USMC Force Recon sur ses propres M4A1. On peut encore citer d'autres équipements comme les lampes tactiques (nombreux modèles SureFire, parfois Maglite ou Streamlight au lieu du VBL) ou les poignées avant (les Special Forces utilisent des SureFire M900A et des TRG Gear Mono pod, le USMC Det-1 emploie quant à lui des poignées-torches SureFire (M900A, M900AB, M910A) et des poignées TangoDown BGV-Mk46 sur ses Barrett M468 (en).

### Corrections
En raison de ces critiques, le kit SOPMOD Block 1 a été plusieurs fois modifié. 

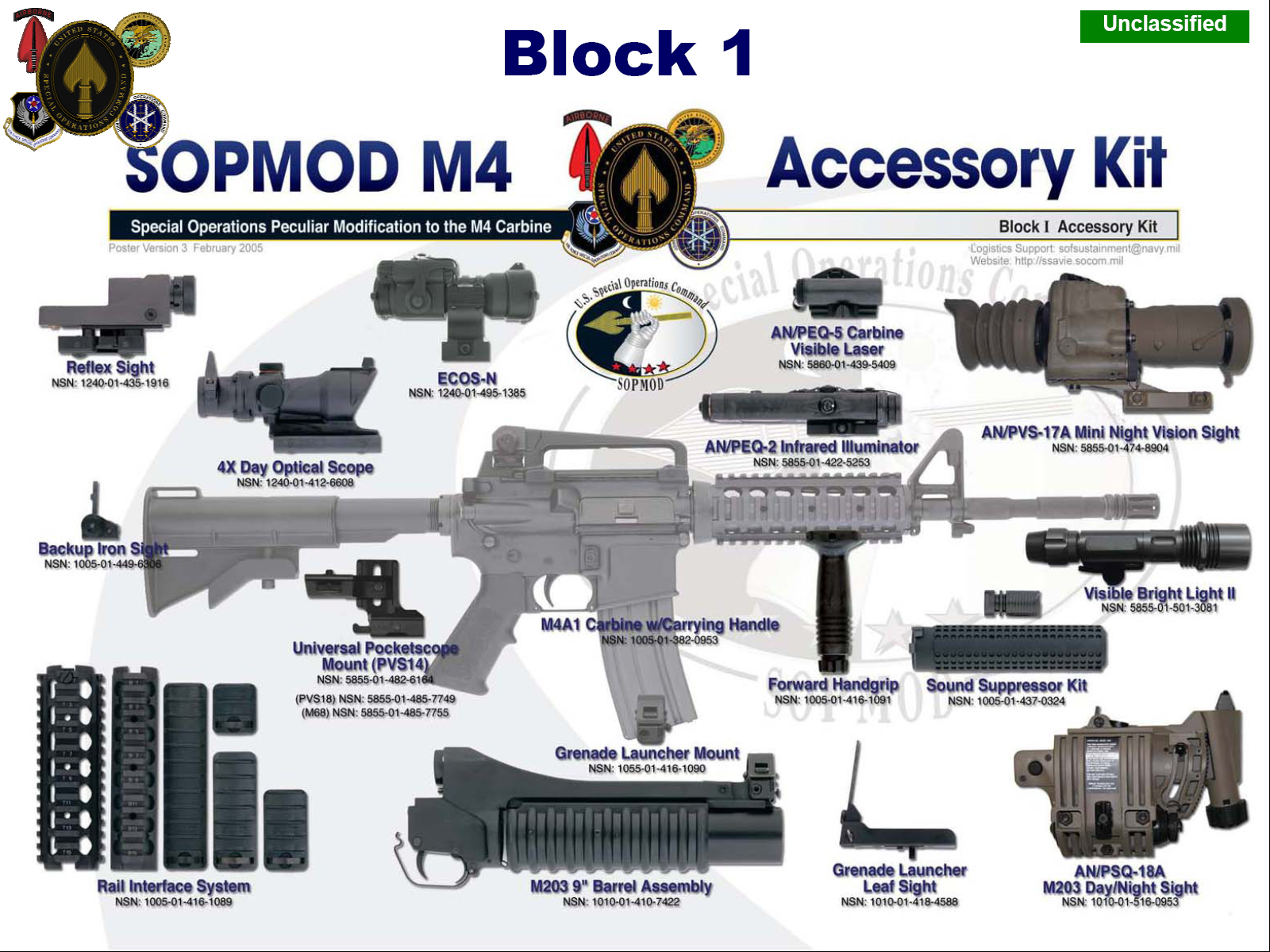
Cette image est extraite d'un rapport américain officiel datant de février 2005 et portant sur les mises à jour du kit SOPMOD

#### Accessoires ajoutés
- - ECOS-CQB (EOTech HWS 550)
  - Cache antireflets ARD (Anti-Reflective Device) pour la lunette ACOG
  - ACOG PIP avec aide à la visée de secours MRD (Miniature Red Dot)
  - "caches" pour l'AN/PEQ-2 donnant une forme au rayon laser (carré, croix…) afin de l'identifier lorsque plusieurs opérateurs l'emploient sur une même zone
  - montages type throw-lever pour le AN/PVS-17 MNVS
  - AN/PVS-17A PIP (kit d'améliorations dont éléments pour son montage, MRD…)
  - VBL 2 PIP (version miniaturisée de la lampe)
  - montage QD amélioré du M203
  - montage amélioré du silencieux M4QD
  - valises de transport souples

#### Accessoires remplacés
- - VLI / VBL 1 remplacé par le VBL 2 (SureFire)
  - Trijicon Reflex remplacé par l'ECOS-N (Aimpoint CompM2) dans les kits du NavSpecWarCom destinés aux SEAL depuis septembre 2002 ; bien qu'il ne soit pas présent dans les kits pour les autres SOF, l'Aimpoint (ou les EOTech) est utilisé à la place du Reflex.

#### Améliorations du M4A1
- - HRM (Alum) (High Reliability Magazines (Aluminium)) : nouveaux chargeurs plus fiables
  - Sangle du NavSpecWarCom
  - Sélecteur ambidextre
  - nouvelle mécanique d'extraction
  - Levier d'armement agrandi
  - crosse LMT SOPMOD Stock appelée SCP (Sloping Cheekweld Buttstock)
  - système d'association de chargeurs Redi-Mag

### Futur

#### Accessoires en développement
- - BIS 2 en remplacement du BIS 1 / KAC BUIS
  - VBL 3 en remplacement du VBL 2 et VBL 2 PIP
  - RIS 2 en remplacement du RIS 1 / KAC RIS
  - HRM(Steel) en remplacement des HRM(Alum), programme dirigé par l'US Army

#### Demandes des utilisateurs (à l'étude)
- - systèmes de grossissement pour les aides à la visée (Aimpoint 3XMag)
  - Levier d'armement déviant les gaz
  - Lampe SureFire Scout Light

## SOPMOD Block 2
Lancé en 2000 même temps que le Block 3, le SOPMOD Block 2 a pour objectif d'améliorer la M4A1 des SOF à court terme (entre 2001 et 2004) plus efficacement que le Block 2, alors que le Block 3 devait aboutir à une sérieuse standardisation des armes des forces spéciales à moyen terme (de 2005 à 2010). 
Par rapport au Block 1, le Block 2 est plus ambitieux, car il prévoit le développement d'accessoires entièrement nouveaux, mais aussi de nouvelles variantes de l'arme. Ce double ensemble de R&D (recherche et développement) a eu lieu en 2000 et 2001, et doit largement augmenter les capacités des opérateurs sur de nombreux points par rapport au Block 1 : 
(en gras les nouvelles performances par rapport au Block 1)
- - acquisition, identification et visée des objectifs de manière active et passive, en conditions diurnes et nocturnes, avec la M4A1, jusqu'à 800 m de distance, avec de nouveaux équipements développés pour remplacer les accessoires obsolètes
  - nouveau lance-grenades plus performant pour remplacer le M203A1, avec une visée passive et active, diurne et nocturne jusqu'à 400 m de distance, avec une haute probabilité d'atteinte de l'objectif du premier tir
  - création de "upper receivers" (boîtiers supérieurs de l'arme) modifiés adaptés aux CQB et au tir à longue distance, avec des optiques spécialement conçues pour ces usages et une réduction des signatures visuelle et sonore
  - faible coût pour limiter le budget nécessaire à ce Block

Une autre différence importante est que les accessoires du Block 2 (qui comprennent ceux du Block 1 s'ils ne sont pas remplacés) doivent être compatibles avec toutes les armes des SOF, pas seulement la M4A1 : SCAR, Mk.11 Mod 0, SPR, CQBR, Mk.46 Mod 0 et Mk.48 Mod 0. 
En mai-juin 2001, le SOPMOD PMO (SOPMOD Program Management Office, service chargé de superviser le programme SOPMOD) a annoncé les sous-programmes prioritaires du SOPMOD Block 2. La particularité du Block 2 par rapport au Block 1 est sa division d'une part en des ensembles supérieurs du réceptacle ("receiver" en anglais) du M4A1 par d'autres spécialement adaptés à certaines utilisations précises, et d'autre part en accessoires nouveaux. 

### Les accessoires
- nouvel ensemble lance-grenade en remplacement du M203A1 : 
  - ELGM (Enhanced Grenade Launcher Module) à chargement latéral pour pouvoir tirer les munitions longues non compatibles avec les M203. Compétition en cours entre un modèle de la firme britannique Istec et le AG-C de la firme allemande HK. SOn montage doit se faire sur le RIS 2 au lieu du canon pour ne pas changer le point d'impact de la carabine. Le AG-C semble favori vu son adoption par les SAS ; il a d'ailleurs reçu la dénomination de XM320.
  - EIFM (Enhanced Indirect Fire Munitions) : grenades de 40 x 46 mm évoluées
  - GLD/NSM (Grenade Launcher Day/Night Sight Mount) : viseur diurne/nocturne remplaçant les "leaf sight" et "quadrant sight" du M203. Contrat gagné par Wilcox Industries en mars 2002, son équipement est classifié AN/PSQ-18 et a été utilisé en Afghanistan puis en Irak.
- ECOS : les ECOS sont de nouvelles aides à la visée diurnes (dotées d'une capacité nocturne limitée sous la forme d'un réticule illuminé) si possibles équipées de protections ARD (Anti-Reflection Devices) et LPD (Laser Protection Devices). 2 modèles sont demandés : 
  - ECOS-C : aide à la visée pour les carabines, combinant une fonction tir réflexe les deux yeux ouverts (système point rouge ou autre) et grossissement limité pour le tir à moyenne distance. Le grossissement doit donc être variable d'environ 1 à 3 ou 4 x. Le seul modèle de ce genre existant actuellement est la Leupold Mark 4 CQ/T 1-3 x 14 mm (ou l'Aimpoint avec module 3XMag), mais les contrats séparés lancés par le SOCOM ont été attribués à ELCAN, Trijicon et EOTech. En fin de compte, le EOTech a été sélectionné comme ECOS-CQB, et les candidats restants pour l'ECOS-C sont Trijicon avec un ACOG 4x amélioré et ELCAN avec son Specter DR 1-4x.
  - ECOS-SPR : lunette pour le tir à longue portée avec le Mk.12 Mod 0/1 SPR en remplacement de la Leupold TS-30, ayant à la fois des capacités de combat à très courte portée avec un grossissement faible (1x à 2x) et un réticule illuminé et adaptée au tir longue distance avec un grossissement maximal de 6x à 8x.
- CNVD-T (Clip-on Night Vision Device - Thermal)
- CNVD-I² (Clip-on Night Vision Device - Image Intensification)
- ATPIAL (Advanced Target Pointer/Illuminator/Aiming Laser) : ajout d'un laser vert et d'une commande sans fil
- FMBS (Family of Muzzle Breaks/Suppressors) : série de silencieux

### Les "receivers"
Quatre receivers étaient initialement prévus dans le programme SOPMOD (un a été annulé), chacun ayant pour objectif de donner une arme adaptée à une utilité spécifique : 
- les PMOD (Platform MODifications) sont une amélioration de la M4A1 et M16A3 qui conservent leurs dimensions
- le SPR (Special Purpose Receiver) transforme le M4A1 en fusil de précision à moyenne portée
- le CQBR (Close Quarter Battle Receiver) donne un fusil court type "commando" adapté au combat urbain
- les SPR-V (Special Purpose Receiver Variants) devaient permettre de convertir le M4A1 dans d'autres calibres pour utiliser des munitions prises à l'ennemi, mais ces variantes ont été abandonnées.

En fait, les SPR et CQBR tels qu'ils existent (et le SPR-V1 en son temps) sont devenus des armes à part, car ils sont le plus souvent assemblés avec un réceptacle inférieur de M4A1, et non transportés détachés en plus du M4A1. Ce qui fait que le mot "Receiver" symbolisé par les R de SPR et CQBR est souvent remplacé par "Rifle".
En raison des délais pris par le Block 2, les CQBR et SPR ont été mis en service indépendamment et ils sont en service depuis au moins 2002 pour le SPR et 2004 pour le CQBR.

## SOPMOD Block 3
Le SOPMOD Block 3 doit être encore plus efficace que le précédent par l'utilisation de techniques de pointe parfois tout juste émergentes.